# 諾弗倫
諾弗倫是瑞士的城鎮，位於該國中西部，由伯恩州負責管轄，面積2.72平方公里，八成土地是農業用地，海拔高度630米，2011年人口266，人口密度每平方公里98人。